# Plombières (tráng miệng)

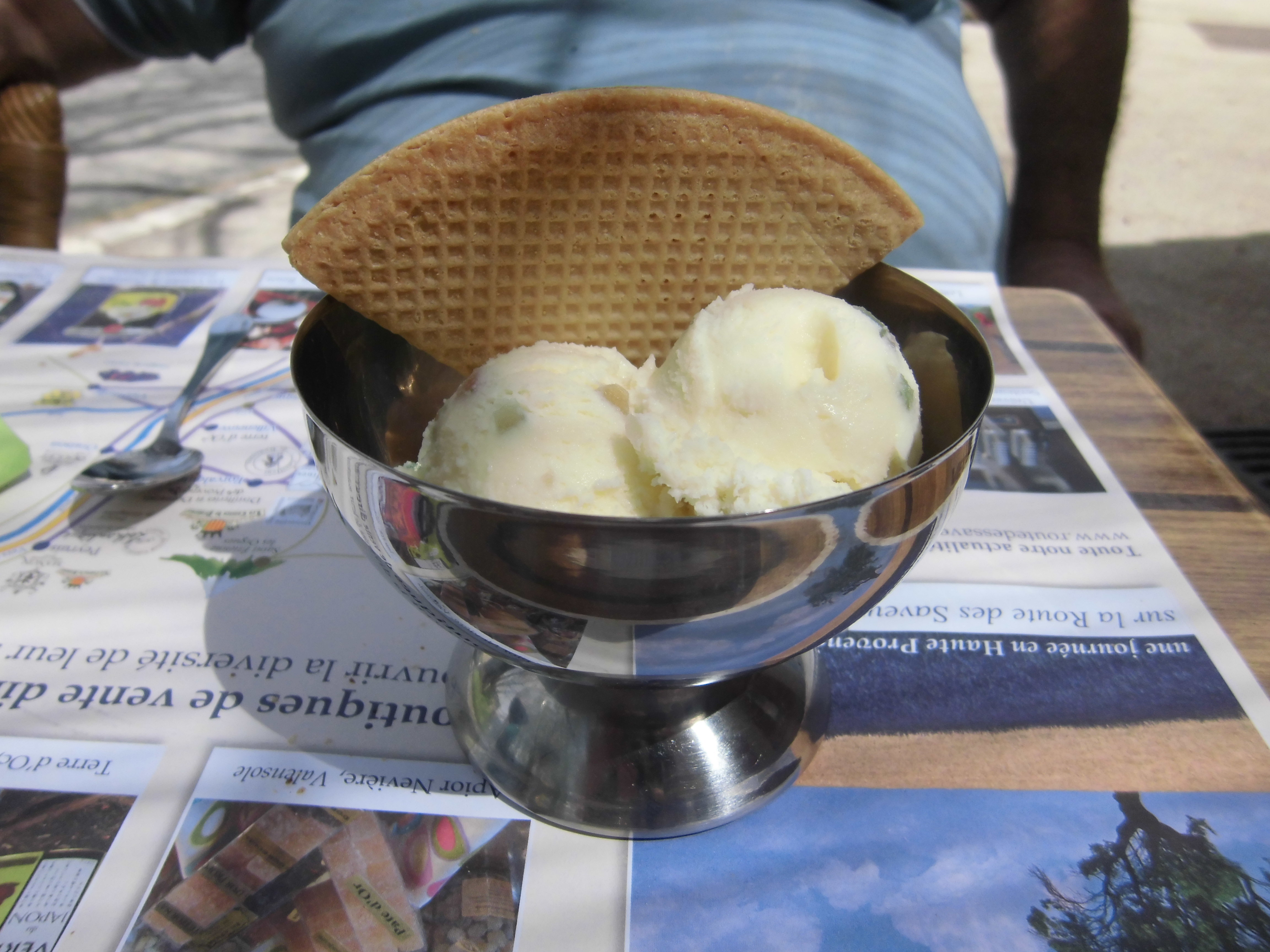
Một bát kem plombières với bánh quế

Plombières là một loại kem của Pháp có thành phần gồm quả hạnh nhân được bóc vỏ, quả kirsch và kẹo.

## Lịch sử

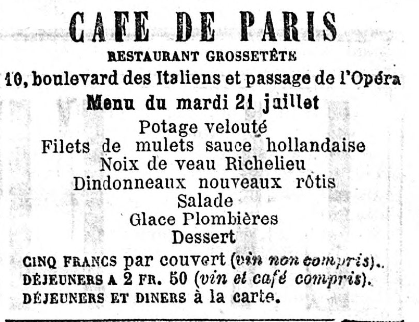
Thực đơn của Café de Paris có nhắc đến kem plombières (ngày 21 tháng 7 năm 1868).

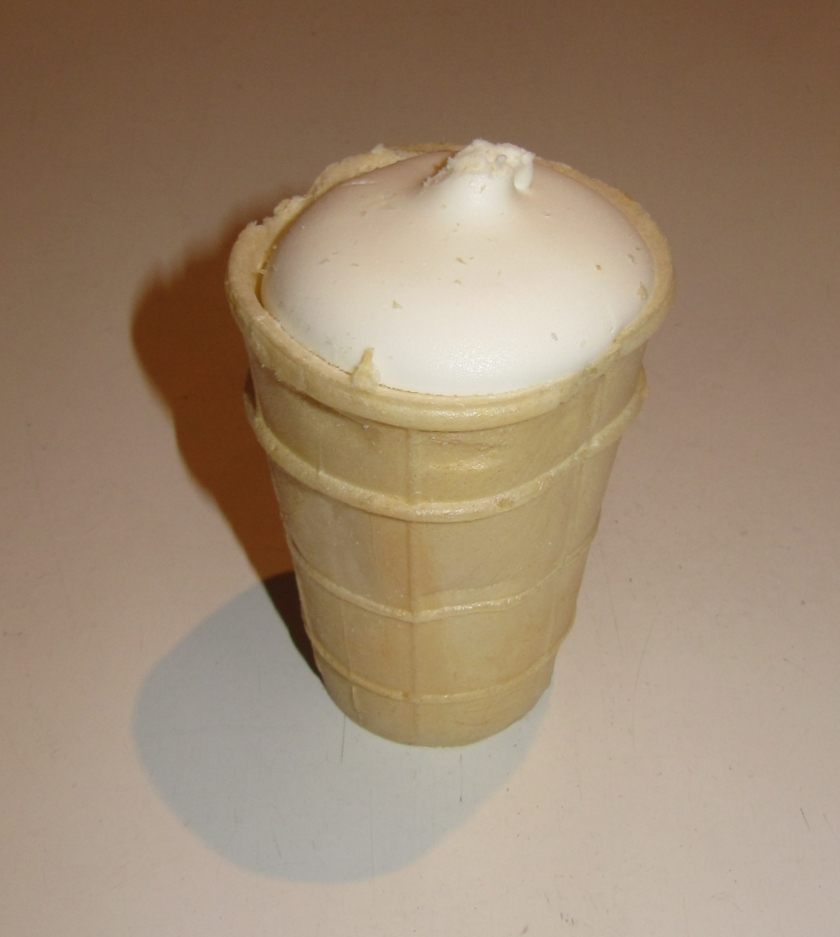
Plombir, một món ăn tương tự được phục vụ ở các các quốc gia hậu Xô Viết

Nguồn gốc của kem plombières còn đang gây tranh cãi. Không rõ liệu tên của nó có liên quan đến xã Plombières-les-Bains hay không. Một từ nguyên dân gian cho rằng món ăn lần đầu tiên được phục vụ cho Napoleon III khi ký Hiệp ước Plombières vào năm 1858; nhưng Marie-Antoine Carême đã cung cấp công thức nấu món "kem plombière" trong cuốn sách năm 1815 nhan đề Pâtissier royal parisien. Công thức nấu ăn tương tự có thể được tìm thấy trong các sách dạy nấu ăn khác của Pháp từ thế kỷ 19.
Theo Pierre Lacam vào năm 1893, "kem plombière" lấy tên từ một dụng cụ được sử dụng để làm ra ra món này. Một lý thuyết từ nguyên tương tự từng được Joseph Favre đề xuất trong cuốn sách Dictionnaire universel de cuisine của ông, trong đó nói rằng "plombière là một từ đồng nghĩa với bombe, được sử dụng để nghiền các thành phần của món ăn". Các học giả khác cho rằng món tráng miệng này lấy tên từ cái khuôn dùng để ép kem.
Kem Plombières còn được đề cập trong cuốn tiểu thuyết Splendeurs et misères des courtisanes do Honoré de Balzac xuất bản vào năm 1844.
Không nên nhầm lẫn Plombières với kem Malaga, một loại kem vani ăn kèm với nho khô ngâm trong rượu Malaga hoặc rượu rum.
Ở Liên Xô, plombir (tiếng Nga: пломбир) đã trở thành một món ăn phổ biến mà ngày nay vẫn còn thấy ở các quốc gia hậu Xô Viết.